# Marcusenius furcidens
Marcusenius furcidens es una especie de pez elefante eléctrico en la familia Mormyridae presente en los ríos Como, Bandama, Sassandra, Bia y Tano. Es nativa de Costa de Marfil y Ghana; puede alcanzar un tamaño aproximado de 286 mm.
Respecto al estado de conservación, se puede indicar que de acuerdo a la IUCN, esta especie puede catalogarse en la categoría «casi amenazado (NT)».